# Insei

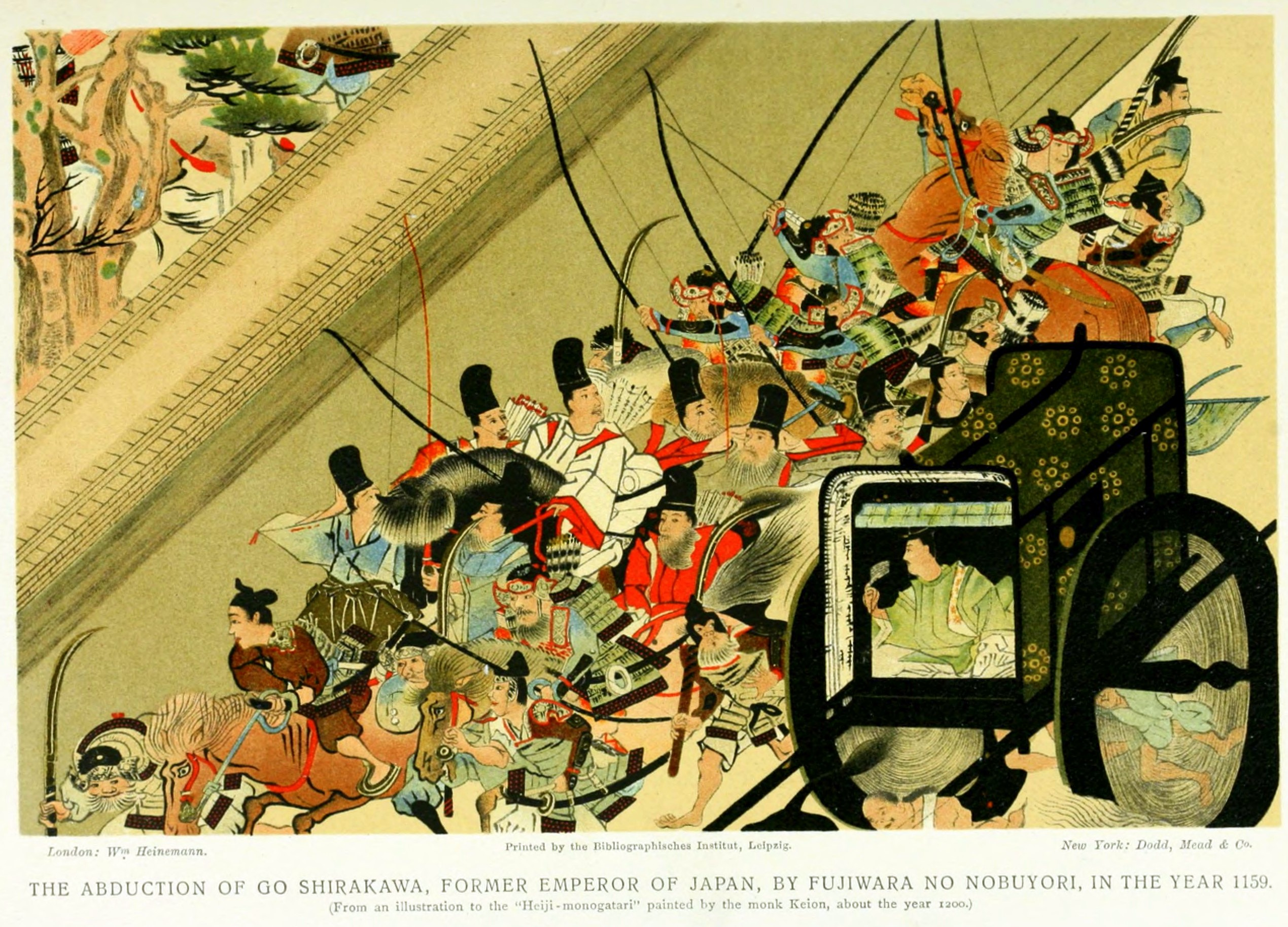
Porwanie Go-Shirakawy w 1159 roku

Insei (jap. 院政) – system rządów cesarzy japońskich, którzy mimo abdykacji dalej sprawowali władzę w państwie lub mieli decydujący wpływ na politykę urzędujących cesarzy. Po abdykacji, władcy w stanie spoczynku przeważnie zostawali mnichami buddyjskimi i przyjmowali tytuł najwyższego kapłana. Rządy ex-cesarzy trwały od ósmej dekady XI wieku do początku lat dziewięćdziesiątych XII wieku. System insei charakteryzował się wzrostem potęgi rodów arystokratycznych Taira i Minamoto, które przez ponad stulecie toczyły walki o wzmocnienie swojej pozycji politycznej w kraju.

## Znaczenie terminu

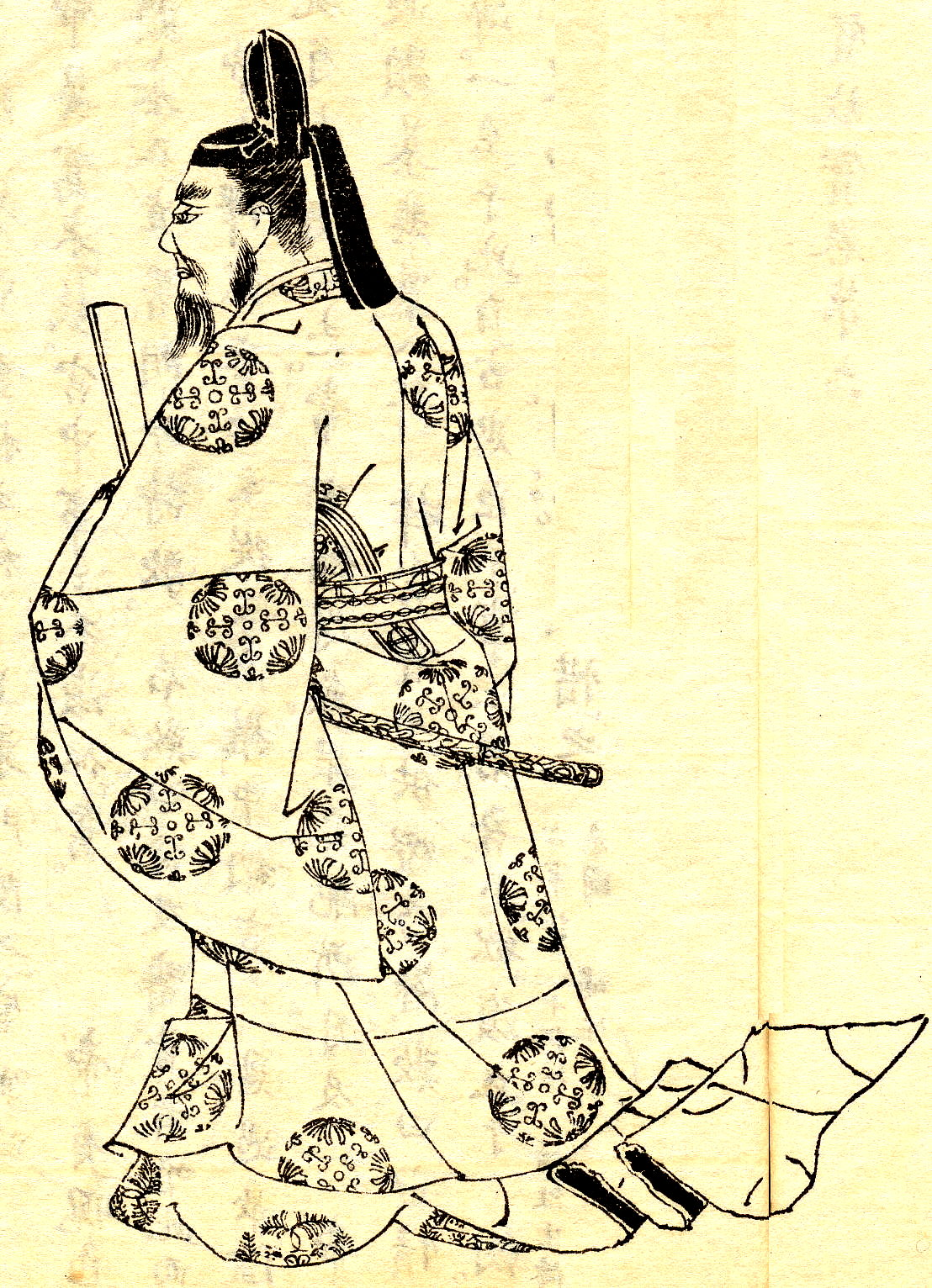
Michinaga Fujiwara (966–1028)

Termin insei jest różnie interpretowany przez badaczy. Znak „in” (jap. 院) ma bowiem wiele znaczeń: klasztor, rezydencja, ale także cesarz, który abdykował. Spory pogłębiają dwa fakty. Po pierwsze, nie wszyscy cesarze, którzy abdykowali, zostawali kapłanami lub mnichami. Po drugie każdy były cesarz posiadał własny urząd, In-no-Chō, niezależnie od tego, czy był mnichem, czy nie. Z tego powodu In-no-Chō należy tłumaczyć na język polski nie jako „urząd klasztorny”, ale jako „urząd ex-cesarza”. Dlatego w historiografii przyjmuje się analogicznie, że termin insei tłumaczony jest jako „system rządów ex-cesarzy”.

## Granice czasoweinsei
Era systemu insei zbiegła się w czasie ze schyłkiem okresu Heian. Nie ma do końca ustalonych lat jego rozpoczęcia i zakończenia. W rachubę wchodzi kilka dat. Za datę rozpoczęcia uważa się lata 1072 lub 1086. W 1072 roku abdykował cesarz Go-Sanjō. Po nim przez czternaście lat rządził Shirakawa, po czym abdykował, choć nadal sprawował rządy za pośrednictwem In-no chō, aż do śmierci w 1129 roku. Na rok zakończenia okresu ex-cesarzy podawane są trzy daty: 1156, 1185 i 1192. W 1156 roku zmarł ex-cesarz Toba. W 1185 roku nastąpiła intronizacja cesarza Go-Toby. W 1192 roku zmarł ex-cesarz Go-Shirakawa.

## Charakterystyka systemuinsei
Przyjmuje się, że w Japonii okresu insei doszło do zmian na dwóch zależnych od siebie płaszczyznach: politycznej i ekonomicznej. W polityce nastąpiła modyfikacja systemu władzy, która dotąd skupiała się w rękach krewnych cesarza w linii żeńskiej, teraz natomiast przeszła na byłych cesarzy, poprzedników panującego w linii męskiej (ojca, dziadka, itd). Zjawisko to było zwieńczeniem działań ex-cesarzy, polegających na próbach odbudowy autorytetu zasiadającego na tronie władcy. Od X wieku, tj. środkowego okresu Heian, cesarz tracił swój autorytet, a wraz z nim władzę. Coraz potężniejszy stawał się ród Fujiwara, mający silne podstawy materialne. Jego członkowie piastowali najwyższe urzędy w państwie, w tym urząd kanclerza, przekazywany z pokolenia na pokolenie, zaś kobiety z rodu Fujiwara miały pierwszeństwo do poślubienia następcy tronu. Szczyt potęgi rodu Fujiwara nastąpił na przełomie X i XI wieku, gdy władzę sprawował kanclerz Michinaga.
Proces zerwania zależności domu panującego od krewnych po kądzieli zapoczątkowali w drugiej połowie XI wieku niespokrewnieni z rodem Fujiwara cesarze Go-Sanjō i jego następca Shirakawa. Już w pierwszej połowie XII wieku pozycja ex-cesarzy stanowiła zagrożenie dla władzy kanclerza. Negatywnie jednak na zasięg ich władzy wpływał fakt, że jednocześnie mogło być kilku władców w stanie spoczynku  i, choć realną władzę w kraju mógł posiadać tylko jeden, starszy, nieraz dochodziło do próby sił między nimi. Status najwyższego ex-cesarza przez cały okres insei zdobyli: Shirakawa w 1086 roku, uwolniwszy się spod wpływu Fujiwarów, Toba w 1129 roku po śmierci Shirakawy oraz Go-Shirakawa w 1158 roku po stłumieniu zamieszek, które wybuchły po śmierci Toby w 1156 roku.
Na zmiany polityczne w Japonii miały wpływ zachodzące na prowincji zmiany ekonomiczne. W drugiej połowie XI wieku gospodarka państwowa opierała się w decydującej mierze na systemie shōenów, dzięki któremu prowincjonalni posiadacze ziemi mogli wywierać wpływ na stolicę. Rody feudalne, jak ród Taira, wzmacniały swoje pozycje poprzez zawieranie umów ekonomicznych, czego następstwem było powstanie sieci wzajemnych zależności. Na systemie shōenów najwięcej skorzystały klasztory buddyjskie, które na czele z cesarzem-mnichem stały się decydującą siłą ekonomiczną w kraju i mogły z powodzeniem rywalizować z dworem również w kwestiach politycznych.

## Zarys historyczny okresuinsei

### Początki okresuinsei
Za rządów kanclerza Yorimichiego Fujiwary, syna Michinagi, tron cesarski w 1068 roku objął Go-Sanjō. Nie był on synem cesarzowej z Fujiwarów, dlatego dążył do przywrócenia autorytetu władcy oraz osłabienia potęgi politycznej tego rodu poprzez ugodzenie w ich podstawy materialne. Wysiłki władcy nie przyniosły pożądanego efektu, niemniej jednak pozycja Fujiwarów została nadwątlona. W 1072 roku Go-Sanjō abdykował, choć dalej aż do śmierci w 1073 roku prowadził działalność polityczną. Uważa się, że ten krok został podjęty w celu uwolnienia się spod wpływów dworu, znajdującego się pod władzą Fujiwarów.
Linię polityczną Go-Sanjō kontynuował jego następca, Shirakawa, który wydał kilka dekretów, mających na celu ograniczenie władzy kanclerza. W 1086 roku Shirakawa abdykował na rzecz Horikawy, został mnichem buddyjskim i ogłosił się najwyższym kapłanem. Przysługiwały mu zatem osobista ochrona i własna administracja. W ten sposób Shirakawa uwolnił się spod wpływów Fujiwara i jako ojciec cesarza oraz były cesarz mógł wywierać wpływ na władcę.

### Zamieszki ery Hōgen

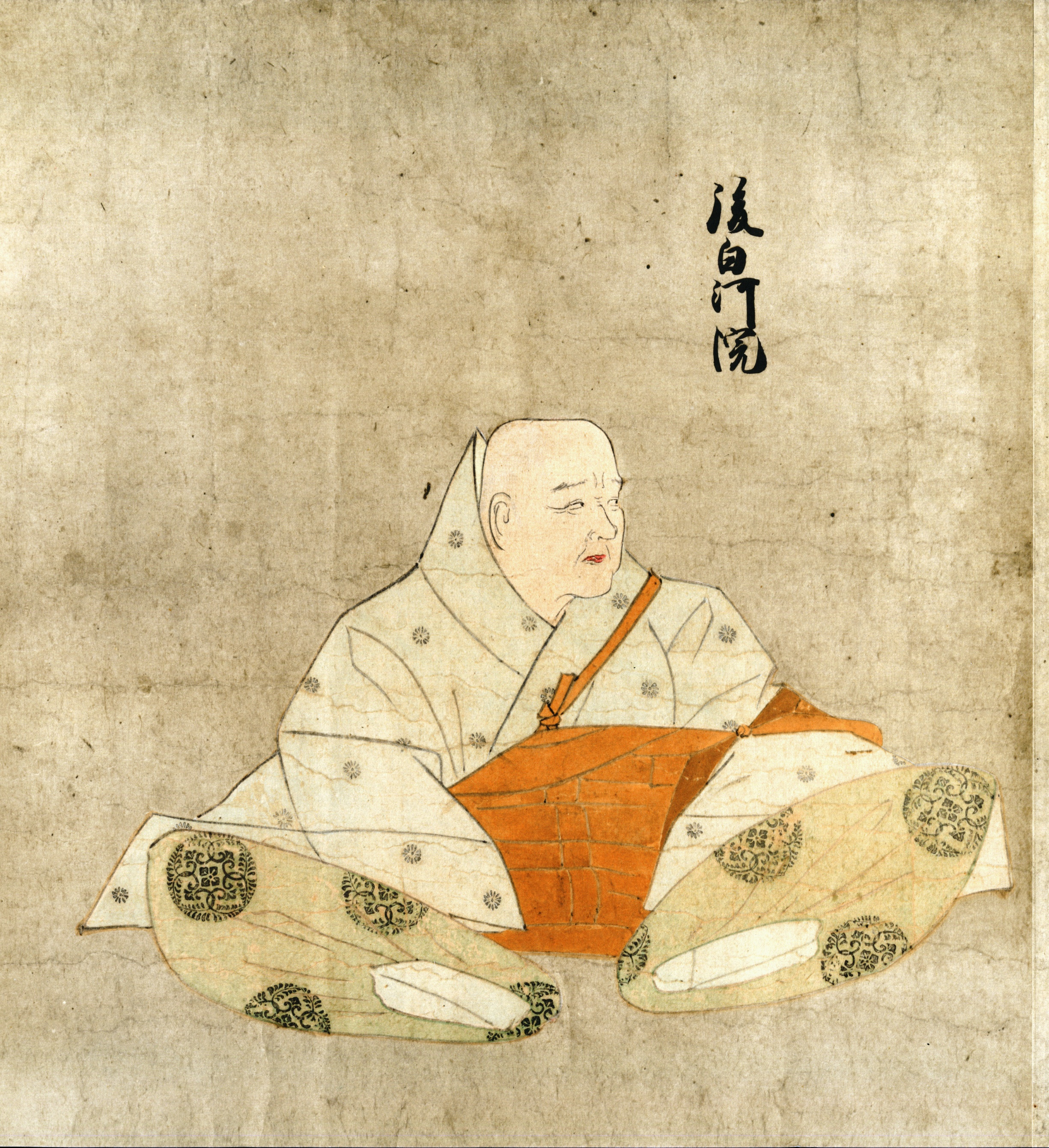
Go-Shirakawa (cesarz w latach 1155–1158)

Na arenie politycznej w połowie XII wieku dominowały rody: Minamoto (związani z Fujiwarami) i Taira służący ex-cesarzom. Do otwartego konfliktu, zwanego zamieszkami ery Hōgen, doszło między nimi w 1156 roku. Za pretekst posłużyła sprawa następstwa tronu. Po stronie urzędującego cesarza Go-Shirakawy, który na swego następcę wyznaczył syna Nijō, opowiedzieli się: Tadamichi Fujiwara, Yoshimoto Minamoto, Kiyomori Taira. Przeciwko Go-Shirakawie wystąpił ex-cesarz Sutoku z popierającymi go: Yorinagą i Tadazane z Fujiwarów, Tameyoshi i Tametomo z Minamotów oraz Tadamasa Taira. W walce tej zwycięstwo odniosło stronnictwo Go-Shirakawy. Sutoku i Tametomo zostali skazani na banicję, pozostałych feudałów ze stronnictwa ex-cesarza stracono.
Na skutek zamieszek najwyższą pozycję na dworze cesarza zdobył Kiyomori, wspierany przez mnicha-dworzanina Shinzei (Michinori Fujiwara). Yoshimoto natomiast, choć walczył po stronie Go-Shirakawy, został odsunięty od dworu. W rywalizacji o względy władcy sprzymierzył się z Nobuyorim Fujiwarą.

### Zamieszki ery Heiji
Go-Shirakawa abdykował w 1158 roku na rzecz syna, Nijō. W 1159 roku Kiyomori udał się na pielgrzymkę do Kumano. Yoshimoto podczas jego nieobecności na dworze uwięził Go-Shirakawę i Nijō. Nobuyori natomiast, wykorzystawszy sytuację, wymusił na cesarzu nominację siebie na kanclerza. Przeciwko intrygom Yoshimoto i Nobuyoriego zbrojnie wystąpiła frakcja Shinzei. Yoshimoto więc został zmuszony do podjęcia działań militarnych z jednej strony i umocnienia swojej pozycji politycznej z drugiej. Kiyomori po powrocie do stolicy nie mógł zaatakować Minamotów, nie naraziwszy w wyniku walki życia cesarza i ex-cesarza. Rozpoczął więc obwarowywanie swojej rezydencji Rokuhary. Frakcja Kiyomori podjęła otwartą walkę z Yoshimoto dopiero po tym, gdy Go-Shirakawa i Nijō zdołali wymknąć się Yoshimoto i schronić się w Rokuharze.
Pierwszy etap walk, określanych jako zamieszki ery Heiji, toczył się na terenie pałacu cesarskiego. Minamotowie zostali stamtąd wyparci, próbowali więc bez powodzenia zająć Rokuharę. Podjęty manewr wycofania wojsk także nie powiódł się, ponieważ drogę odcięły im oddziały zbrojne mnichów z Hieizan. Minamotowie ponieśli klęskę. Wszyscy męscy członkowie rodu, biorący udział w zamieszkach, zostali straceni. Ocaleli jedynie trzej młodociani synowie Yoshimoto.

### Dyktatura Kiyomoriego

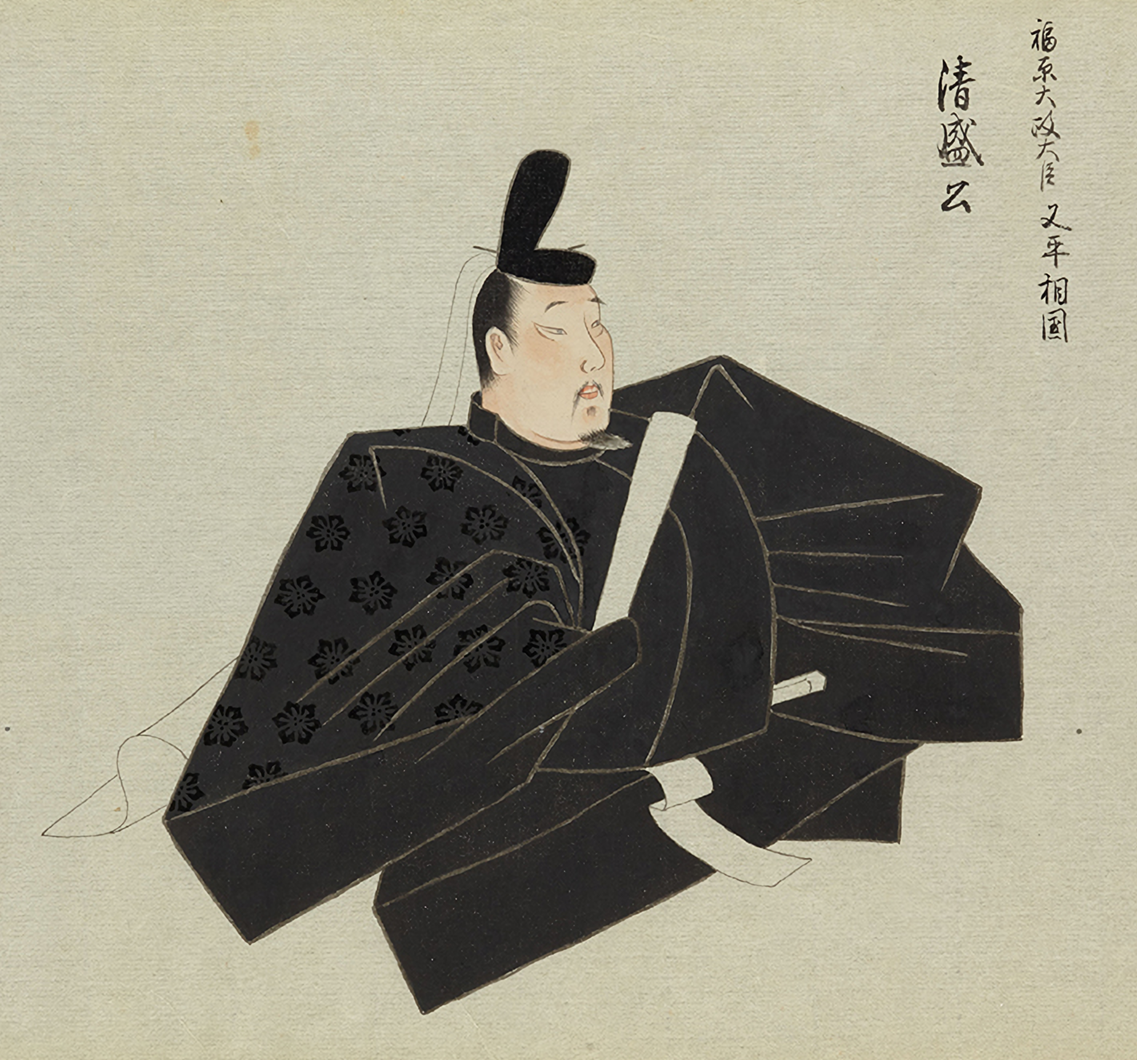
Kiyomori Taira (1118–1181)

Po zamieszkach ery Heiji pozycja polityczna Kiyomoriego ustabilizowała się na okres dwóch dekad. Członkowie rodu Taira byli obsadzani na najwyższych urzędach państwowych. W 1167 roku Kiyomoriemu został nadany tytuł dajō-daijina (wielkiego ministra). Jego rządy polegały na przestrzeganiu starego porządku, który ukształtował się w czasach świetności Fujiwarów. Jednak, w odróżnieniu od Fujiwarów, władza Kiyomoriego opierała się przede wszystkim na silnej armii, a nie na sieci wzajemnych uzależnień. W 1171 roku córka Kiyomoriego, Tokuko Taira, poślubiła cesarza Takakurę. W 1178 roku przeciwko Kiyomoriemu zawiązał się spisek, z którym jego stronnictwo szybko się rozprawiło. W odwecie Kiyomori osadził w areszcie ex-cesarza Go-Shirakawę i urządził w stolicy pokaz sił zbrojnych.
W 1180 roku dwuletni wnuk Kiyomoriego, Antoku, został cesarzem. Kiyomori zarządził przeniesienie stolicy do miasta portowego Fukuhara w prowincji Settsu, gdzie ród Taira posiadał najsilniejsze wpływy i skąd mógł rozwijać handel morski. Ten krok Kiyomoriego wzbudził protest społeczeństwa i przysporzył mu wielu wrogów.

### Wojna Gempei

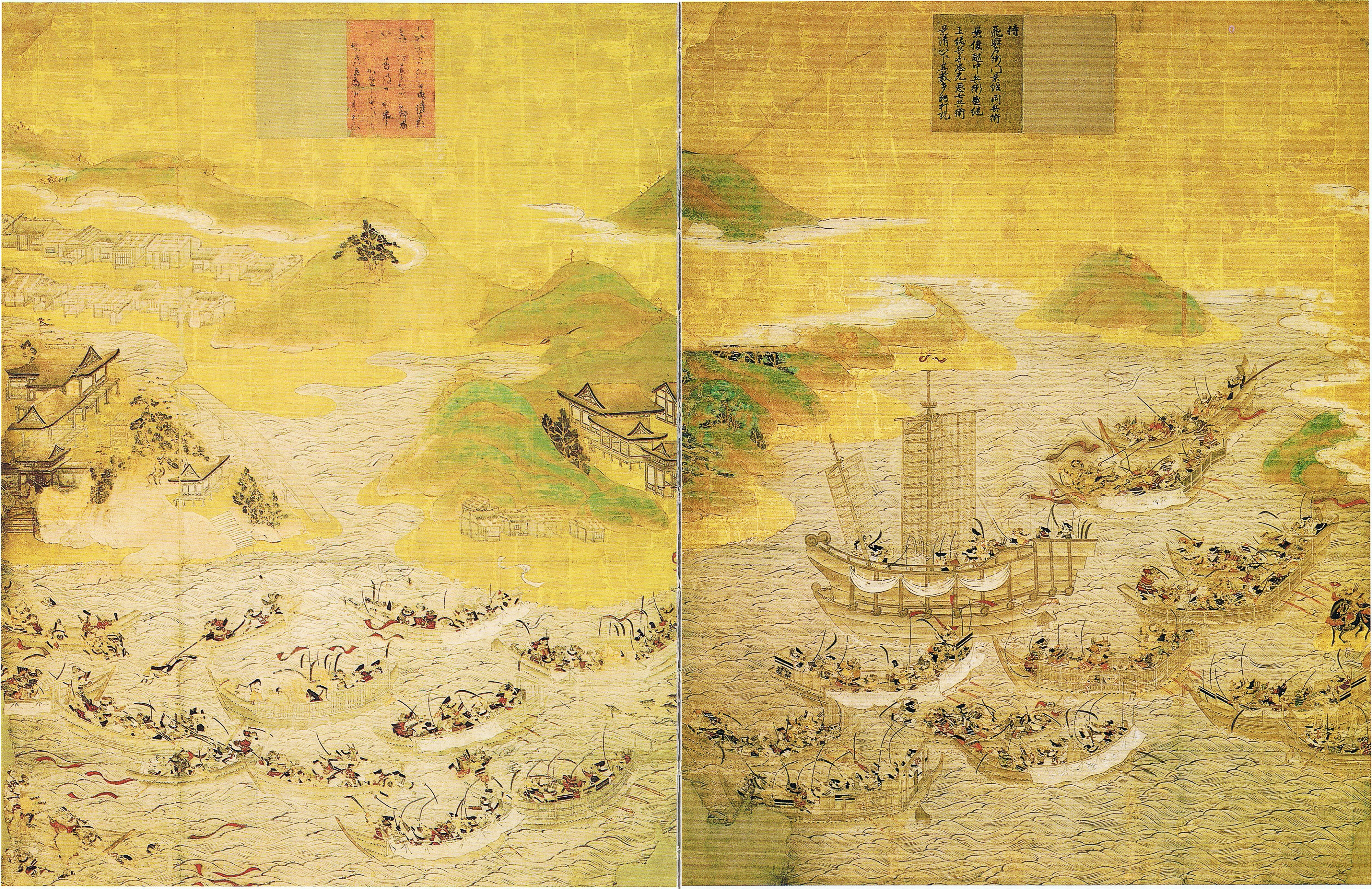
Bitwa w zatoce Dan-no-Ura w 1185 roku

Rządy dziadka cesarza Antoku nie cieszyły się poparciem wśród arystokracji japońskiej. W 1180 roku syn ex-cesarza Go-Shirakawy, Mochihito, nawiązał kontakty z Yorimasą Minamoto. Za jego pośrednictwem wezwał żyjących na prowincjach członków rodu Minamoto do walki przeciwko Tairom. Spisek Mochihito i Yorimasy został wykryty. Jego przywódcy ratowali się ucieczką ze stolicy, podczas której Mochihito zginął w potyczce na moście nad rzeką Uji. Yorimasa na widok śmierci księcia popełnił samobójstwo, które jest pierwszym udokumentowanym przypadkiem dokonania seppuku. Śmierć Mochihito rozpoczęła okres walk Tairów i Minamotów, zwany Genpei-kassen. W 1181 roku zmarł Kiyomori, a konflikt między rodami przerodził się w wojnę domową, która ogarnęła swoim zasięgiem cały kraj.
Minamotami dowodził najstarszy ocalały na skutek zamieszek ery Heiji syn Yoshimoto – Yoritomo. Przebywał w Kamakurze w prowincji Kantō, skąd jako uji-no chōja, naczelnik rodu, wydawał dyspozycje odnośnie do strategii pozostałym członkom rodu, do których należeli: przyrodni bracia Yoritomo, Yoshitsune i Noriyori, wuj Yukiie i kuzyn Yoshinako. Dzięki strategii, opracowanej przez Yoshitsune, Minamotom udało się odnieść zwycięstwa pod Ichinotani na zachód od Kōbe, następnie pod Yashimą na wyspie Sikoku, gdzie po porażce pod Ichinotani udał się dwór cesarski, oraz zadać ostateczny cios władzy Tairów w bitwie w zatoce Dan-no-Ura w 1185 roku.

### Kres systemuinsei
Po przegranej bitwie w zatoce Dan-no-Ura cesarz Antoku (miał 7 lat) popełnił samobójstwo, skoczywszy do morza wraz ze swoją babką. Większość członków rodu Taira została uwięziona. Członkowie rodu Minamoto po zakończeniu wojny Gempei nie potrafili porozumieć się w kwestiach podziału wpływów w państwie. Doszło między nimi do intryg i wzajemnych oskarżeń, na skutek czego Yorimoto zgładził Yukiie, Yoshitsune i Noriyoriego. Rok wcześniej zginął na skutek niesnasek wewnątrz rodu Yoshinaka. W 1192 roku zmarł ex-cesarz Go-Shirakawa. Yorimoto uzyskał tytuł sei-i-taishōgun, który przekazał swoim potomkom, umocniwszy uprzednio pozycję rodu Minamoto na arenie politycznej.
Rok nadania Yorimoto tytułu sioguna jest jedną z dat uważanych za kres ery insei, a wraz z nim epoki Heian. Rozpoczął się okres Kamakura.